# Камимура, Кадзуо
Кадзуо Камимура (яп. 上村一夫 Камимура Кадзуо, 7 марта 1940—11 января 1986 г.) — мангака, автор сэйнэн-манги и гэкиги.
За своё художественное мастерство был прозван «мастером периода Сёва».
На Западе известен благодаря манге Lady Snowblood (1972—1974), созданной им по сценарию Кадзуо Коикэ и выходившей в 1970-х годах в журнале Weekly Playboy.

## Биография
Родился в городе Йокосука. Получил образование в Университете искусств Мусасино на факультете дизайна, иллюстрировал рекламные объявления для рекламного агентства «Сэнкося» (宣弘社). После выпуска в 1964 году начал рисовать мангу. Дебютировал с работой Kawaiko Sayuri-chan no daraku (яп. カワイコ小百合ちゃんの堕落) в 1967 году в ежемесячном журнале Town (яп. 月刊タウン гэккан таун). С 1968 года сотрудничал с писателем Ю Аку, бывшим коллегой из «Сэнкоси», а позднее — и с другими авторами, включая Кадзияма Тосиюки, Кадзуо Коикэ, Норифуми Судзуки, Сюдзи Тэраяма. Успех к нему пришел с публикацией Dosei jidai (яп. 同棲時代 до:сэй дзидай) в 1972 году. Умер от рака в возрасте 45 лет.

## Манга
- Maria (яп. マリア), 1971—1972
- Lady Snowblood (яп. 修羅雪姫), 1972—1974
- Dōsei jidai (яп. 同棲時代), 1972—1973
- Shinano-gawa (яп. しなの川), 1973—1974
- Kyōjin Kankei (яп. 狂人関係), 1973—1974
- Itezuru (яп. 凍鶴), 1974
- Kantō heiya (яп. 関東平野)